# Gilletinus multicostatus
Gilletinus multicostatus is een keversoort uit de familie cognackevers (Bolboceratidae). De wetenschappelijke naam van de soort werd in 1885 gepubliceerd door Johan Wilhelm van Lansberge.